# 倉沢良一
倉沢 良一（くらさわ りょういち、1953年〈昭和28年〉1月8日 - ）は経済評論家。新潟県長岡市出身。

## 人物
- 1975年ラジオたんぱ（現・日経ラジオ社）入社。東証・兜記者倶楽部キャップ、報道制作部長、報道解説部長、チーフニュースキャスターを歴任、株式市況の分野で長年にわたり活躍。
- 2004年の退社後、経済評論家として経済関連のニュース番組に出演。また同年6月、経済専門の動画ウェブサイト「STOCKVOICE」を立ち上げ、同サイトを運営する株式会社ストックボイスの代表取締役に就任。日本記者クラブ会員。
- 2025年6月30日、自身の高齢などを理由として、社長職から退任。後任は翌7月1日にストックボイスを買収した東洋経済新報社所属の山本直樹が就任した[1][2]。